# Peter Stadlen
Peter Stadlen (geboren 14. Juli 1910 in Wien, Österreich-Ungarn; gestorben 21. Januar 1996 in London) war ein Komponist, Pianist und Musikwissenschaftler, der sich insbesondere mit der authentischen Interpretation der Werke von Beethoven befasste.

## Leben
Peter Stadlen studierte Klavier bei Paul Weingarten und an der Wiener Musikakademie Komposition bei Joseph Marx und Max Springer. Er setzte seine Ausbildung bei Leonid Kreutzer und Walter Gmeindl an der Musikhochschule Berlin fort. Stadlen brachte 1937 in Wien Anton Weberns Variationen für Klavier op. 27 zur Uraufführung. Außerdem war er der Solist der europäischen Erstaufführung von Arnold Schönbergs Klavierkonzert op. 42. Nach dem Anschluss Österreichs emigrierte er nach England. Nach Kriegsausbruch wurde er in Australien 1940/1941 als enemy alien interniert. 1946 nahm er die britische Staatsbürgerschaft an.
Bedingt durch eine neurologische Erkrankung war er später gezwungen, das Klavierspiel aufzugeben. 1959 wurde er Musikkritiker beim Daily Telegraph, für den er 26 Jahre tätig war, die letzten zehn Jahre als Chefkritiker.
Stadlen befasste sich viele Jahre mit Beethovens Metronomisierungen, die einige Interpreten bezweifeln und für zu schnell halten. 
Er war seit 1946 mit der Philosophin Hedi Stadlen geb. Simon (1916–2004) verheiratet und hatte zwei Söhne. Sein Nachlass gelangte in das Archiv der Gesellschaft der Musikfreunde in Wien.

## Aufsätze
- Kritik am Seriellen, in: Musica, Jg. 13 (1959), S. 89–98
- Die Webern-Legende, in: Musica, Jg. 15 (1961), S. 66–68
- The Aesthetics of popular music, in: The British Journal of aesthetics, Vol. 2 (1962), No. 4
- Beethoven and the metronome: part I, in: Music and letters, Jg. 48 (1967), S. 330–349
- Possibilities of an Aesthetic Evaluation of Beethoven's Sketches, in: Bericht über den Internationalen Musikwissenschaftlichen Kongress,  Bonn 1970, hrsg. von Carl Dahlhaus, Hans Joachim Marx, Magda Marx-Weber, Günther Massenkeil, Kassel [u. a.]: Bärenreiter, 1971, S. 111–117
- Anton Webern, Variationen für Klavier op. 27, Weberns Interpretationsvorstellungen erstmals erläutert von Peter Stadlen anhand des Faksimiles seines Arbeitsexemplares mit Anweisungen Webern für die Uraufführung, Wien: Universal-Edition, ca. 1979
- Schindler's Beethoven Forgeries, in: The Musical Times, Vol. 118 (1977), S. 549–552
- Zu Schindlers Fälschungen in Beethovens Konversationsheften, in: Österreichische Musikzeitschrift, Jg. 32 (1977), S. 246–252
- Schindler and the conversation books, in: Soundings, 1978, Nr. 7, S. 2–18
- Schindler und die Konversationshefte, in: Österreichische Musikzeitschrift, Jg. 34 (1979), S. 2–18
- Berg's cryptography, in: Alban-Berg-Symposium 1980. Tagungsbericht, hrsg. von Rudolf Klein, Wien: Universal-Edition, 1981, S. 171–180
- Beethoven und das Metronom, in: Musik-Konzepte, München: Ed. Text + Kritik, Band 8 (1985), S. 12–33
- Englisches Musikleben gestern und heute, in: Österreichische Musikzeitschrift, Jg. 41 (1986), S. 130–141
- 50 Jahre danach, in: Österreichische Musikzeitschrift, Jg. 43 (1988), S. 194–196
- Österreichs Exilmusiker in England, in: Österreichische Musiker im Exil. Kolloquium 1988, hrsg. von der Österreichischen Gesellschaft für Musik, Kassel [u. a.]: Bärenreiter, 1990, S. 125–133